# Кабинет министров ПМР 1997—2012
В Конституции ПМР до 2012 не упоминалось слово «правительство», данный орган назывался «Кабинет министров». Поскольку ПМР является президентской республикой, главой исполнительной власти (то есть председателем правительства) являлся президент ПМР.
В статье даются сведения о составе Кабинета министров Приднестровья под председательством Игоря Смирнова, действовавшего в период с января 2000 по январь 2012.

## Кабинет министров (1997—2002)
| Ведомство                                                                                             | Должность    | Руководитель                              |
| --- | ------------ | ----------------------------------------- |
| Кабинет министров                                                                                     | Президент    | Смирнов Игорь Николаевич                  |
| Заместитель Председателя Правительства ПМР (1997—2000) Государственный советник Президента ПМР (2002) | Министр      | Синёв Виктор Григорьевич                  |
| Заместитель Председателя Правительства ПМР (1997—2000)                                                | Министр      | Цымай Павел Максимович                    |
| Заместитель Председателя Правительства ПМР (1997—2000)                                                | Министр      | Блашку Анатолий Иванович                  |
| Министерство внутренних дел                                                                           | Министр      | Петров Сергей Иванович (1997—1998)        |
| Министерство внутренних дел                                                                           | Министр      | Курисько Владимир Анатольевич (1998—2002) |
| Министерство государственной безопасности                                                             | Министр      | Антюфеев Владимир Юрьевич                 |
| Министерство доходов                                                                                  | Министр      | Ионова Оксана Альбертовна                 |
| Министерство здравоохранения и социальной защиты                                                      | Министр      | Семко Александр Фёдорович (1997—2000)     |
| Министерство здравоохранения и социальной защиты                                                      | Министр      | Ткаченко Иван Валерьевич (2000—2002)      |
| Министерство иностранных дел                                                                          | Министр      | Лицкай Валерий Анатольевич                |
| Министерство информации и телекоммуникаций                                                            | Министр      | Акулов Борис Николаевич                   |
| Министерство обороны                                                                                  | Министр      | Хажеев Станислав Галимович                |
| Министерство природных ресурсов и экологического контроля                                             | Министр      | Чебан Юрий Михайлович                     |
| Министерство промышленности                                                                           | Министр      | Пелых Василий Леонидович (1997—2000)      |
| Министерство промышленности                                                                           | Министр      | Ганин Юрий Григорьевич (2000)             |
| Министерство промышленности                                                                           | Министр      | Блашку Анатолий Иванович (2000—2002)      |
| Министерство сельского хозяйства                                                                      | Министр      | Бризицкий Борис Васильевич                |
| Министерство просвещения                                                                              | Министр      | Гайдаржи Георгий Харлампиевич (1997—2000) |
| Министерство просвещения                                                                              | Министр      | Бомешко Елена Васильевна (2000—2002)      |
| Министерство экономики                                                                                | Министр      | Кирова Анна Ивановна (1997—2000)          |
| Министерство экономики                                                                                | Министр      | Черненко Елена Егоровна (2000—2002)       |
| Министерство финансов                                                                                 | Министр      | Градинарь Сергей Дмитриевич (и. о.)       |
| Министерство юстиции                                                                                  | Министр      | Овсянников Юрий Сергеевич (1997—2000)     |
| Министерство юстиции                                                                                  | Министр      | Балала Виктор Алексеевич (2000—2002)      |
| Государственный таможенный комитет                                                                    | Председатель | Смирнов Владимир Игоревич                 |
| Руководитель администрации Президента                                                                 | Министр      | Леонтьев Сергей Фёдорович                 |

## Кабинет министров (2002—2007)
| Ведомство                                                 | Должность    | Руководитель                              |
| --------------------------------------------------------- | ------------ | ----------------------------------------- |
| Кабинет министров                                         | Президент    | Смирнов Игорь Николаевич                  |
| Министерство внутренних дел                               | Министр      | Королёв Александр Иванович                |
| Министерство государственной безопасности                 | Министр      | Антюфеев Владимир Юрьевич                 |
| Министерство здравоохранения и социальной защиты          | Министр      | Ткаченко Иван Валерьевич                  |
| Министерство иностранных дел                              | Министр      | Лицкай Валерий Анатольевич                |
| Министерство информации и телекоммуникаций                | Министр      | Беляев Владимир Михайлович                |
| Министерство обороны                                      | Министр      | Хажеев Станислав Галимович                |
| Министерство природных ресурсов и экологического контроля | Министр      | Чебан Юрий Михайлович                     |
| Министерство промышленности                               | Министр      | Блашку Анатолий Иванович                  |
| Министерство просвещения                                  | Министр      | Бомешко Елена Васильевна                  |
| Министерство экономики                                    | Министр      | Черненко Елена Егоровна                   |
| Министерство юстиции                                      | Министр      | Балала Виктор Алексеевич (2002—2005)      |
| Министерство юстиции                                      | Министр      | Гурецкий Анатолий Анатольевич (2005—2006) |
| Министерство юстиции                                      | Министр      | Урская Галина Васильевна (2006—2007)      |
| Государственный таможенный комитет                        | Председатель | Смирнов Владимир Игоревич                 |

## Кабинет министров (2007—2012)
| Ведомство                                                 | Должность    | Руководитель                                     |
| --------------------------------------------------------- | ------------ | ------------------------------------------------ |
| Кабинет министров                                         | Президент    | Смирнов Игорь Николаевич                         |
| Министерство внутренних дел                               | Министр      | Красносельский Вадим Николаевич                  |
| Министерство государственной безопасности                 | Министр      | Антюфеев Владимир Юрьевич (2007—2011)            |
| Министерство государственной безопасности                 | Министр      | Юневич Валерий Зенонович (2011—2012, и. о.)      |
| Министерство здравоохранения и социальной защиты          | Министр      | Ткаченко Иван Валерьевич (2007—2011)             |
| Министерство здравоохранения и социальной защиты          | Министр      | Федотова Светлана Пантелеевна (2011—2012, и. о.) |
| Министерство иностранных дел                              | Министр      | Лицкай Валерий Анатольевич (2007—2008)           |
| Министерство иностранных дел                              | Министр      | Ястребчак Владимир Валерьевич (2008—2012)        |
| Министерство информации и телекоммуникаций                | Министр      | Беляев Владимир Михайлович (2007—2011)           |
| Министерство информации и телекоммуникаций                | Министр      | Зубов Евгений Владиславович (2011—2012, и. о.)   |
| Министерство обороны                                      | Министр      | Хажеев Станислав Галимович                       |
| Министерство природных ресурсов и экологического контроля | Министр      | Калякин Олег Алексеевич (2007—2010)              |
| Министерство природных ресурсов и экологического контроля | Министр      | Мороз Сергей Васильевич (2010—2012)              |
| Министерство промышленности                               | Министр      | Степанов Пётр Петрович                           |
| Министерство просвещения                                  | Министр      | Пащенко Мария Рафаиловна                         |
| Министерство финансов                                     | Министр      | Мельник Алексей Петрович (2007)                  |
| Министерство финансов                                     | Министр      | Молоканова Ирина Ивановна (2007—2012)            |
| Министерство экономики                                    | Министр      | Черненко Елена Егоровна (2002—2011)              |
| Министерство экономики                                    | Министр      | Слинченко Алевтина Алексеевна (2011—2012, и. о.) |
| Министерство юстиции                                      | Министр      | Урская Галина Васильевна (2007—2009)             |
| Министерство юстиции                                      | Министр      | Степанов Сергей Михайлович (2009—2012)           |
| Министерство юстиции                                      | Министр      | Мельник Мария Борисовна (2012, и. о.)            |
| Государственный таможенный комитет                        | Председатель | Смирнов Владимир Игоревич (2007—2011)            |
| Государственный таможенный комитет                        | Председатель | Степанкин Геннадий Васильевич (2011—2012, и. о.) |